# گوچانگ
گوچانگ (به لاتین: Gochang County) یک منطقهٔ مسکونی در کره جنوبی است که در استان جئولابوک-دو واقع شده‌است. گوچانگ ۶۰۶٫۹۰ کیلومتر مربع مساحت و ۷۲٬۹۹۶ نفر جمعیت دارد.

## خواهرخوانده
شهر Seongbuk District خواهرخواندهٔ گوچانگ هست.